# Clase Farragut (1934)
La Clase Farragut fue un grupo de ocho destructores con un desplazamiento de 1365 t de la Armada de los Estados Unidos.

## Diseño
Estos buques, eran más esbeltos y largos que sus predecesores, eran más rápidos, y tenían solo dos chimeneas frente a las cuatro de sus predecesores. Fue la primera de las seis clases de destructores de 1500 toneladas, límite marcado por el tratado naval de Londres para los destructores, y que fueron construidos en la década de 1930 para modernizar la Armada de los Estados Unidos, y participaron ampliamente en combate durante la Segunda Guerra Mundial.

## Armamento
Original: Fueron los primeros buques en portar los nuevos cañones de 127 mm 5"/38 Mark 12, portando cinco de ellos en montajes simples Mark 21 de doble propósito. Los dos montajes de proa (Nº 51 y 52) eran parcialmente cerrados. El montaje central (Nº 53) y los dos posteriores (Nº 54 y 55) eran abiertos. Tras el montaje 53, portaba dos montajes cuádruples de tubos lanzatorpedos 53 mm cada uno. En la cubierta 01, tras el montaje 52, montaba dos ametralladoras simples de 12,7 mm. Otras dos ametralladoras de 12,70 mm se localizaban en la cubierta principal a mitad del buque.
c1943: Debido a la gran necesidad de protección antiaérea, las ametralladoras de 12,7 mm y el montaje 53, fueron reemplazados por cañones antiaéreos de 20 mm y 40 mm. El tipo y la cantidad de los mismos, depende del buque, de cuando y de donde se realizó la modernización. También se le añadió un lanzacargas de profundidad.

## Historial
Siguiendo lo indicado en el Tratado naval de Londres de 1930, los buques no fueron puestos en grada hasta 1932, finalizando las obras del último en 1935, 14 años después de que el último clase Clemson fuera asignado, los Farraguts fueron asignados entre 1934 y 1935.
Todos los buques de la clase, estuvieron presentes en el ataque a Pearl Harbor. El USS Worden (DD-352) encayó en aguas de Alaska en 1943. El USS Hull (DD-350) y el USS Monaghan (DD-354) se perdieron en el tifón Halsey de 1944. Los otros cinco buques sobrevivieron hasta el final de la Segunda Guerra Mundial, siendo desguazados poco después de finalizar la contienda.

## Buques de la clase Farragut
- USS Farragut (DD-348) (1934-1947)
- USS Dewey (DD-349) (1934-1946)
- USS Hull (DD-350) (1935-1944)
- USS Macdonough (DD-351) (1935-1946)
- USS Worden (DD-352) (1935-1943)
- USS Dale (DD-353) (1935-1946)
- USS Monaghan (DD-354) (1935-1944)
- USS Aylwin (DD-355) (1935-1946)